# راهول كوهلي
راهول كوهلي (من مواليد 13 نوفمبر 1985) هو ممثل بريطاني. اشتهر بلعب دور الدكتور رافي تشاكرابارتي في المسلسل التلفزيوني iZombie  وأوين شارما في منزل بلي مانور المسكون، ولظهوره كضيف على قناة الألعاب رووستر تيث. في عام 2021، كان له دور البطولة في سلسلة مسلسل الرعب المحدودة قداس منتصف الليل .

## حياته
ولد كوهلي في لندن عام 1985، لأبوين مهاجرين بنجابيين من الهندوس. كان أجداده الأربعة من الهنود، وقضى والده سنواته الأولى في كينيا بينما والدته ترعرعت في تايلاند.

## المهنة
لعب كوهلي دورًا رائدًا في المسلسل التلفزيوني iZombie (2015-2019) في دور الدكتور رافي تشاكرابارتي. ظهر في جميع حلقات العرض الـ 71. تشمل الاعتمادات البارزة الأخرى فيلم Happy Anniversary لعام 2018،  المسلسل التلفزيوني سوبرغيرل (2017-2019،  ومسلسل الرسوم المتحركة التلفزيوني Harley Quinn (2019-2020). كما لعب دور البطولة في مسلسلين دراما رعب على نتفليكس من تأليف مايك فلاناغان، مثل أوين شارما في منزل بلي مانور المسكون وبوصفه الشريف عمر حسن في قداس منتصف الليل .

## الحياة الشخصية
في يوليو 2018، أعلن كوهلي خطوبته على صديقته ياسمين مولوي.
كوهلي هو مستخدم نشط على تويتر، ولاعب متعطش،  وداعم لنادي ليفربول.
يستخدم كوهلي هو وهم / ضمائرهم.

## فيلموجرافيا جزئية

### فيلم
| عام  | عنوان                           | دور  | ملحوظات   |
| ---- | ------------------------------- | ---- | --------- |
| 2007 | الشاغر                          | توم  | فيلم قصير |
| 2011 | لوحدنا                          | أحمد | فيلم قصير |
| 2014 | سوف اكون في المنزل قريبا        | وسيم | فيلم قصير |
| 2016 | رجال العصابات المقامرون الجيزرز | ديف  |           |
| 2018 | عيد سعيد                        | إد   |           |

### التلفزيون
| عام       | عنوان              | دور                     | ملحوظات               |
| --------- | ------------------ | ----------------------- | --------------------- |
| 2008      | عطلتي رهينة الجحيم | نافي                    | الحلقة: "West Papau"  |
| 2012      | هولبي سيتي         | كال نيلسون              | الحلقة: "Blood Money" |
| 2013      | إيست إندرس         | مدير                    | حلقة واحدة            |
| 2015-2019 | iZombie            | د. رافي تشاكرابارتي     | 71 حلقة               |
| 2017-2019 | فتاة خارقة         | جاك سبير                | 2 حلقة                |
| 2019-2020 | هارلي كوين         | د. جوناثان كرين / فزاعة | صوت                   |
| 2020      | روكيتير            | اروش شينا               | صوت </br> 3 حلقات     |
| 2020      | مؤرقة بلي مانور    | أوين شارما              |                       |
| 2021      | قداس منتصف الليل   | شريف حسن                |                       |

### ألعاب إلكترونية
| عام  | عنوان    | دور              | ملحوظات |
| ---- | -------- | ---------------- | ------- |
| 2019 | الغضب 2  | جارسيا الإجتماعي | صوت     |
| 2019 | التروس 5 | فهد شوتاني       | صوت     |

## ملحوظات
1. ↑  Kohli uses he/him and they/them pronouns. This article uses he/him pronouns for consistency.

## روابط خارجية
- راهول كوهلي في قاعدة بيانات الأفلام على الإنترنت IMDb.
- راهول كوهلي على تويتر.